# Snoŭ
Snoŭ (belarusiska: Сноў) är en agropolis i Belarus. Den ligger i Njasvizj rajon i Minsks voblast, i den centrala delen av landet, 110 km sydväst om huvudstaden Minsk. Snoŭ ligger 187 meter över havet och antalet invånare är 2 600.

## Natur och klimat
Terrängen runt Snoŭ är mycket platt. Närmaste större samhälle är Njasvizj, 18,4 km öster om Snoŭ.
Trakten runt Snoŭ består till största delen av jordbruksmark. Runt Snoŭ är det ganska glesbefolkat, med 47 invånare per kvadratkilometer.